# Papuasogon
Papuasogon (Chiruromys) – rodzaj ssaków z podrodziny myszy (Murinae) w obrębie rodziny myszowatych (Muridae).

## Rozmieszczenie geograficznie
Rodzaj obejmuje gatunki występujące endemicznie w Papui-Nowej Gwinei.

## Morfologia
Długość ciała (bez ogona) 84,5–161 mm, długość ogona 128–233 mm, długość ucha 12–22,2 mm, długość tylnej stopy 23,6–37 mm; masa ciała 23–122 g.

## Systematyka
Rodzaj zdefiniował w 1888 roku angielski zoolog Oldfield Thomas w artykule zatytułowanym Opis nowego rodzaju i gatunku szczura z Nowej Gwinei, opublikowanym w czasopiśmie „Proceedings of the Zoological Society of London”. Gatunkiem typowym jest (oznaczenie monotypowe) papuasogon większey (Ch. forbesi). 

### Etymologia
Chiruromys: gr. χειρ kheir, χειρος kheiros ‘dłoń’; ουρα oura „ogon”; μυς mus, μυος muos ‘mysz’.

### Podział systematyczny
Do rodzaju należą następujące gatunki:
| Grafika | Gatunek            | Autor i rok opisu | Nazwa zwyczajowa        | Podgatunki         | Rozmieszczenie geograficzne | Podstawowe wymiary                           | Status IUCN |
| ------- | ------------------ | ----------------- | ----------------------- | ------------------ | --- | -------------------------------------------- | ----------- |
|         | Chiruromys forbesi | O. Thomas, 1888   | papuasogon większy      | gatunek monotypowy | wschodnia Nowa Gwinea (południowo-wschodni półwysep, dolina rzeki Markham oraz Wyspy d’Entrecasteaux); zakres wysokości: 700–1300 m n.p.m.                            | DC: 13,4–16,1 cm DO: 21–23 cm MC: 100–122 g  | LC          |
|         | Chiruromys lamia   | (O. Thomas, 1897) | papuasogon szerokogłowy | gatunek monotypowy | wschodnia Nowa Gwinea (południowo-wschodni półwysep, wraz z pasmami górskimi Astrolabe, Owen Stanley i Maneau); zakres wysokości: 1200–2300 m n.p.m.                  | DC: 9,7–12 cm DO: 14,7–17,2 cm MC: 40–56 g   | LC          |
|         | Chiruromys vates   | (O. Thomas, 1908) | papuasogon mniejszy     | gatunek monotypowy | południowo-wschodnia Nowa Gwinea (od jeziora Murray i górnego biegu rzeki Fly na wschód do pasma górskiego Astrolabe i Kokoda Gap); zakres wysokości: 0–2200 m n.p.m. | DC: 8,4–12,6 cm DO: 12,8–18,3 cm MC: 23–68 g | LC          |

Kategorie IUCN:  LC  – gatunek najmniejszej troski.